# Max Ophüls
Maximilian Oppenheimer (6. května 1902, Saarbrücken – 26. března 1957, Hamburk), známý jako Max Ophüls, byl německý filmový režisér, který působil v Německu, Francii i USA. Natočil téměř 30 filmů, přičemž ty poslední jsou nejznámější: La Ronde (1950), Le Plaisir (1952), nebo Lola Montes (1955). Podle tohoto režiséra je pojmenován i filmový festival: Max Ophüls Preis.

## Život

### Mládí a začátky kariéry
Max Ophüls se narodil v Saarbrückenu v Německu jako syn židovského výrobce textilu Leopolda Oppenheimera a jeho manželky Heleny. V době, kdy začínal v divadle začal používat pseudonym Ophüls a to i přesto, že jeho rodiče s tím nesouhlasili. Zpočátku začínal v divadle v roce 1919 jako herec. Dokonce hrál i v divadle v Cáchách a to od roku 1921 do roku 1923. Poté začal pracovat jako divadelní režisér v Městském divadle v Dortmundu. V roce 1926 pracoval i ve Vídni. Účinkoval nejen po celém Německu, ale i v přilehlých zemích. Svůj první film režíroval v roce 1931 a jednalo se o krátkometrážní komedii.
Mezi jeho nejvíce uznávané filmy z této doby patří Liebelei (1933).
Ve Vídni se seznámil s herečkou Hilde Wall, kterou si v roce 1926 vzal. S ní měl jediného syna, Marcela Ophülse, který se později stal režisérem Oscarových dokumentárních filmů.

### Exil a poválečná kariéra
Po požáru Říšského sněmu uprchl z Německa do Francie ze strachu před nacisty. V roce 1938 se oficiálně stal francouzským občanem. Po tom, co Francii začali dobývat Němci, znovu se rozhodl cestovat, tentokrát přes Švýcarsko do Itálie a následně po moři do Spojených států. V roce 1941 se skutečně do USA dostal a stal se režisérem v Hollywoodu, kam mu pomohl jeho dlouholetý fanoušek a režisér Preston Sturges. Jeho nejuznávanější americký film je Dopis od neznámé ženy (1948). O dva roky později, tedy roku 1950, se ale vrátil do Evropy, konkrétně do Francie.
Zemřel v roce 1957 v Hamburku, kdy mu bylo 54 let. V té době natáčel film, který za něj nakonec dokončil Jacques Becker. Příčinou jeho úmrtí bylo revma. Dle svého přání byl ale pohřben ve Francii.